# 人慶
人庆（西夏文：𗸦𘅝，1144年—1148年）一作元慶、仁慶，是西夏仁宗李仁孝的第二个年號，共計5年。
《宋史·夏國傳》作南宋紹興十三年（1143年）改元人慶，今有出土西夏官印，印文為「人慶二年」、「人慶四年」、「戊辰五年」，莫高窟第85窟有題記「大上仁庆五年」，則元年為甲子年，即1144年。

## 改元
- 1144年——改元人慶[5][1]。
- 1149年——改元天盛[5][1]。

## 纪年對照表
| 人庆 | 元年   | 二年   | 三年   | 四年   | 五年   |
| ---- | ------ | ------ | ------ | ------ | ------ |
| 公元 | 1144年 | 1145年 | 1146年 | 1147年 | 1148年 |
| 干支 | 甲子   | 乙丑   | 丙寅   | 丁卯   | 戊辰   |

## 同期存在的其他政权年号
- 中國
  - 绍兴（1131年－1162年）：宋—宋高宗赵构之年号
  - 咸清（1144年－1150年）：西遼—感天后蕭塔不煙之年號
  - 皇統（1141年－1149年）：金—金熙宗完颜亶之年號
  - 天興（1147年）：金朝時期—熬羅孛極烈之年號
  - 廣運（1138年－1147年）：大理—段正嚴之年號
  - 永貞（1147年－1148年）：大理—段正興之年號
- 越南
  - 大定（1140年－1162年）：李朝—李天祚之年號
- 日本
  - 康治（1142年－1144年）: 近衛天皇之年号
  - 天養（1144年－1145年）：近衛天皇之年号
  - 久安（1145年－1151年）：近衛天皇之年号

## 深入閱讀
- 李崇智. . 北京: 中華書局. 2004年12月. ISBN 7101025129.
- 鄧洪波. . 臺北: 國立臺灣大學東亞經典與文化研究計劃. 2005年3月  [2021-12-13]. ISBN 9789860005189. （原始内容 (pdf)存档于2007-08-25）.
- 長部和雄.  (pdf). 東京: 京都大學. 1933年7月1日  [2021年12月13日]. ISBN. （原始内容存档 (PDF)于2021年12月9日）.
- 長部和雄.  (PDF). 東京: 京都大學. 1933年10月1日  [2021年12月18日]. ISBN. （原始内容 (pdf)存档于2021年12月18日）.

## 參看
- 中國年號索引

| 前一年號： 大庆 | 西夏年号 1144年－1148年 | 下一年號： 天盛 |